# Lophopyxis
Lophopyxis és un gènere de plantes amb flors i l'únic gènere dins la família Lophopyxidaceae. Conta de 2 espècies de lianes. Es troben a les Illes Sunda.